# Paolo Barbaro
Paolo Barbaro, pseudonimo di Ennio Gallo (Mestrino, 1922 – Venezia, 27 giugno 2014), è stato uno scrittore e ingegnere italiano.

## Biografia
Si è trasferito a Venezia nella prima infanzia e successivamente si è laureato in ingegneria all'Università degli Studi di Padova. Diventato poi dirigente d'azienda ha lavorato come ingegnere presso il Genio Civile, la SADE (Società Adriatica di Elettricità) e Enel per importanti lavori di progetto e costruzioni di dighe in Italia e all'estero, principalmente in Gran Bretagna, Scozia, Svezia, Sudafrica e collaborato a diverse pubblicazioni tecniche.
È stato consulente della televisione svizzera e italiana per una serie di documentari sulla laguna di Venezia e sulle Città Nuove europee. Ha collaborato a La Stampa di Torino e al Gazzettino di Venezia; suoi scritti sono stati pubblicati in antologie italiane e francesi e nella rivista Nouvel Observateur. Insignito dell'onorificenza di Commandeur de l'Ordre des Arts et des Lettres de la République Française è stato anche membro dell'Ateneo Veneto e del Comitato Consiglieri del PEN Club Italia.
Nei suoi romanzi e racconti l'esperienza e la precisione dell'ingegnere è inscindibile dalla sensibilità dello scrittore, dal suo primo libro, Giornale dei lavori, a Libretto di campagna; da  Diario a due, vincitore del Premio Selezione Campiello, a L'ingegnere, una vita, vincitore del "Premio Biella Letteratura e Industria" 2013. L'impegno ecologico, i colori, l'atmosfera, il suo grande amore per la città di Venezia, le invasioni turistiche, l'abbandono di certi luoghi e le trasformazioni sono presenti in Lunario veneziano, Ultime isole (vincitore del Premio letterario Giovanni Comisso), Venezia, l'anno del mare felice (vincitore del Premio Internazionale delle Acque) e La città ritrovata. La campagna dell'infanzia nel Veneto profondo e il cambiamento del miracolo economico sono i temi dominanti nella trilogia formata da Storia dei ronchi, Il paese ritrovato e Cari fantasmi. Viaggi, amori, mondo dei giovani in cerca di occupazione e lavoro sono presenti in Malalali, Con gli occhi bianchi e neri, L'impresa senza fine e La casa con le luci. 

## Opere
- Giornale dei lavori, Torino, Einaudi, 1966 (segnalazione premio Veillon).
- Libretto di campagna, Torino, Einaudi, 1972.
- Le pietre, l'amore, Milano, Mondadori, 1976.
- Passi d'uomo, Milano, Mondadori, 1979.
- Malalali, Milano, Spirali, 1984.
- Diario a due, Venezia, Marsilio, 1987.
- Una sola terra, Venezia, Marsilio, 1990.
- Lunario veneziano, Torino, La Stampa Ed., 1990.
- Ultime isole, Venezia, Marsilio, 1992.
- Storie dei Ronchi, Venezia, Il Gazzettino Ed., 1993.
- La casa con le luci, Torino, Bollati Boringhieri, 1995.
- Venezia, l'anno del mare felice, Bologna, Il Mulino, 1995.
- L'impresa senza fine, Venezia, Marsilio, 1998.
- La città ritrovata, Venezia, Marsilio, 1998.
- Con gli occhi bianchi e neri, Venezia, Marsilio, 2000.
- Il paese ritrovato, Venezia, Marsilio, 2000.
- Brevi sere felici,  Milano, Sugarco, 2009.
- L'ingegnere, una vita, Venezia, Marsilio, 2011.
- Cari Fantasmi, Venezia, Marsilio, 2013.
- Le due stagioni, Venezia, Marsilio, 2016.

## Riconoscimenti
Nel 1986 gli è stato conferito il Premio Flaiano di letteratura per il racconto inedito Settesabbie. Altri premi:
- 1976: Premio Selezione Campiello[6]
- 1979: Premio Settembrini[7]
- 1984: Finalista Grinzane Cavour[8]
- 1987: Premio Selezione Campiello[6]
- 1990: Premio Nazionale Letterario Pisa[9]
- 1990: Premio Dino Buzzati[1]
- 1992:Premio Civiltà del mare e Premio Letterario Giovanni Comisso[10]
- 1995: Premio Nazionale dei Giovani e Premio Selezione Campiello[6]
- 1998: Premio Civiltà del Mare e Finalista Premio P.E.N. Club[11]
- 2011: Premio Biella Letteratura e Industria 2013[12]